# Marlango

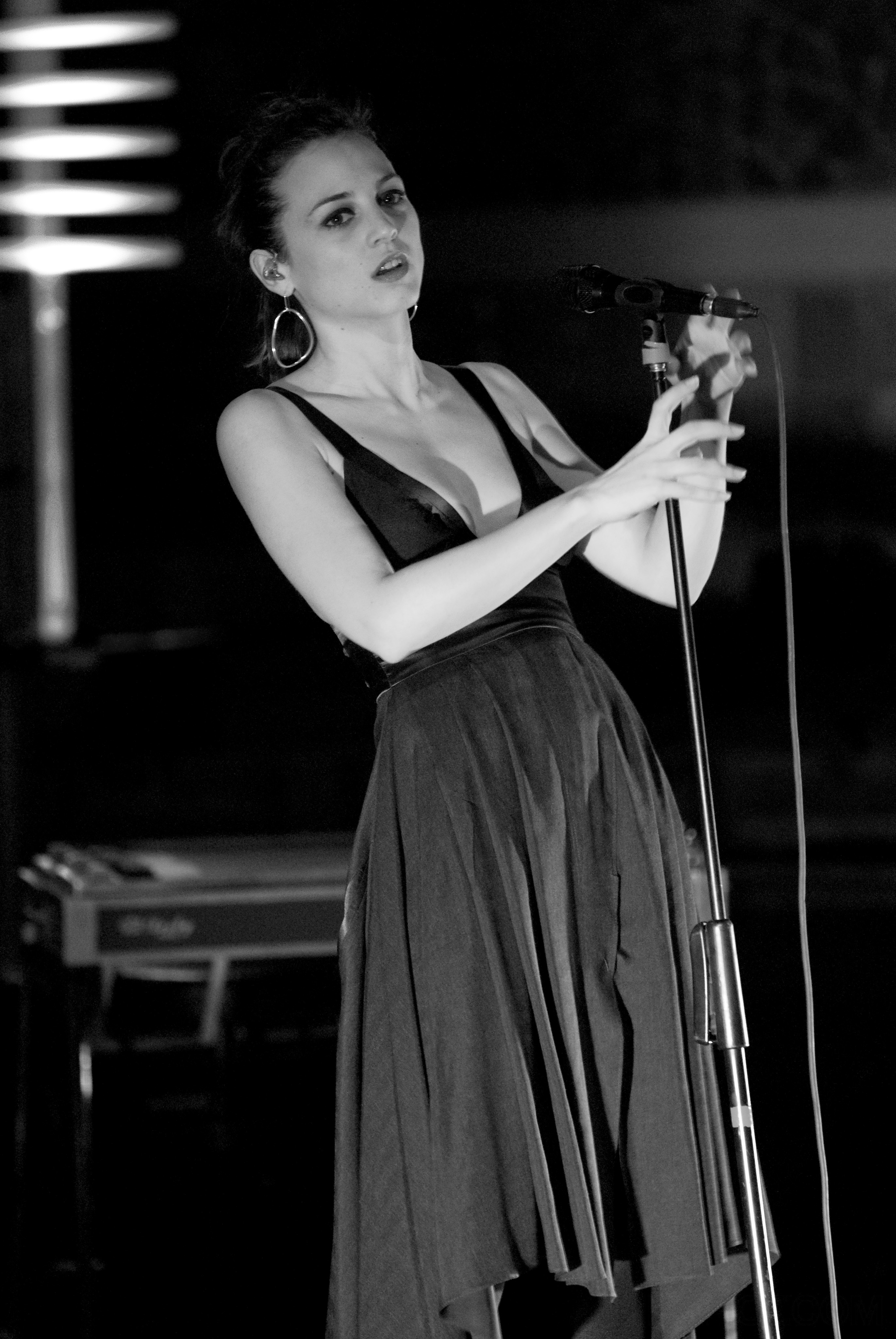
Leonor Watling durante un concerto

Marlango è un gruppo pop spagnolo con base a Madrid, con influenze jazz e blues. I membri del gruppo sono Leonor Watling e Alejandro Pelayo. Il nome deriva dalla canzone I wish I was in new Orleans di Tom Waits.

## La storia
Nel 1998 Leonor e Alejandro registrarono un demo con quattordici canzoni per pianoforte e voce, componendo quello che sarebbe diventato il nucleo del primo album del gruppo. Nell'inverno del 2002 il newyorkese Óscar Ybarra, recentemente trasferitosi a Madrid, ascolta il materiale e decide di aderire al progetto. I tre danno forma al disco che vede la luce nel febbraio del 2004.
Nel primo album, intitolato semplicemente Marlango, si trovano influenze che vanno dal rock al jazz, dalla musica del cabaret tra le due guerre sino alle colonne sonore del cinema di David Lynch. Dopo un anno di concerti in Spagna, Portogallo e Giappone ricevono il disco d'oro dalle mani di Pedro Almodóvar per le prime 50 000 copie vendute.
Nel settembre del 2005 pubblicano il loro secondo album, Automatic imperfection, che diventa disco d'oro in Spagna. Nel 2006 firmano per la casa discografica Universal con la quale pubblicano un'edizione speciale del loro album con una grande distribuzione internazionale.
Il 25 settembre 2007 esce il terzo album in studio, The Electrical Morning.
Nel 2006 per lo spot della campagna natalizia della catena spagnola El Corte Inglés realizzano una versione in spagnolo della canzone My Favorite Things che era stata interpretata da Julie Andrews nel film Tutti insieme appassionatamente. Lo spot, diretto da Federico Brugia, è stato trasmesso in televisione nel dicembre 2007.
Life in the Treehouse, il quarto album in studio, è stato messo in vendita il 2 marzo del 2010 e vede la collaborazione di Rufus Wainwright, Suso Sáinz e Jorge Drexler.
Il 17 aprile 2012 esce Un día extraordinario, quinto album del gruppo e primo in castigliano. Preceduto dal singolo "Dame la razón", l'album è stato registrato dal vivo.
Dopo due anni di lavoro, il 14 ottobre 2014, viene pubblicato El Porvenir, sesto album della band che festeggia dieci anni di carriera professionale. Óscar Ybarra lascia il gruppo e intraprendere un altro percorso professionale a Chicago. Watling e Pelayo si avvalgono della collaborazione di Enrique Bunbury, Fito Páez e La Santa Cecilia in una magnifica versione di Ay Pena Penita Pena. Il lavoro è stato prodotto da Universal Music Spain sotto la direzione di Sebastian Krys.
Il 21 aprile 2018, in occasione del Record Store Day, pubblicano un singolo su vinile con Altafonte Network Music con la nuova canzone Poco a poco, un'anteprima del loro nuovo album.

## Discografia
| Anno | Titolo                                                               | Chart posizione | Vendite |                                                       |   |          |
| ---- | -------------------------------------------------------------------- | --------------- | ------- | ----------------------------------------------------- | - | -------- |
| Anno | Titolo                                                               | 2004            | Vendite | Marlango - Pubblicazione: Febbraio 2004 - Formato: CD | 9 | 100,000+ |
| 2005 | Automatic Imperfection - Pubblicazione: Settembre 2005 - Formato: CD | 4               | 60,000+ |                                                       |   |          |
| 2007 | The Electrical Morning - Pubblicazione: Settembre 2007 - Formato: CD | 12              | 25,000+ |                                                       |   |          |
| 2010 | Life in the Treehouse - Pubblicazione: Marzo 2010 - Formato: CD      | 8               | 10,000+ |                                                       |   |          |
| 2012 | Un Día Extraordinario - Pubblicazione: Aprile 2012 - Formato: CD     | 9               |         |                                                       |   |          |
| 2014 | El Porvenir - Pubblicazione: October 2014 - Formato: CD              | 12              |         |                                                       |   |          |
| 2018 | Technicolor - Pubblicazione: Ottobre 2018 - Formato: CD, download    | 3               |         |                                                       |   |          |